# Complexo do Alemão
Complexo do Alemão, Morro do Alemão o semplicemente Alemão è un quartiere (bairro) baraccopoli di classe bassa della Zona Nord del comune di Rio de Janeiro, nello stato di Rio de Janeiro, in Brasile. Per molti decenni è stata considerata una delle zone più violente della città, ma, a partire dal 2011, il governo dello stato ha lavorato nel quartiere attraverso le unità di polizia di pacificazione, che hanno portato a risultati positivi in termini di riduzione dei tassi di violenza nel quartiere. Secondo il censimento del 2000 dell'Istituto brasiliano di Geografia e Statistica, il suo indice di sviluppo umano è di 0,711, al 126º e ultimo posto della città di Rio de Janeiro.

## Amministrazione
Complexo do Alemão fu istituito il 9 dicembre 1993 come unico bairro della omonima Regione Amministrativa XXIX del municipio di Rio de Janeiro.